# Население города Рио-де-Жанейро
Рио-де-Жанейро является вторым по величине городом Бразилии и одним из крупнейших городов мира. В 2010 году в границах самого города проживало 6 186 710 (2009), в границах городской агломерации Большой Рио — 11 812 482 (2009). К 2010 году население самого города достигло 6 323 037 человек. Демографическое развитие города можно разделить на несколько исторических этапов.

## Колониальный период
В колониальный период население Рио росло в основном за счёт внешней миграции. В раннеколониальный период главную роль играли иммигранты из Португалии, а также негры-рабы, завозимые из Африки. В позднеколониальный период возросла роль естественного прироста, причём, в отличие от США, быстро увеличивалась численность населения смешанного происхождения.

## Имперский период
В позднеимперский период конца XIX века значительный вклад в рост города сыграла внутренняя миграция: в город начали активно переселяться освобождённые негры-рабы, а также бедные цветные крестьяне, не имевшие или не получившие земли. Согласно переписи 1849 года, 43,51% населения города назвали себя неграми. В городе при этом проживало 80 000 рабов, в основном негров и мулатов. В 1859, немецкий медик и исследователь Роберт Кристиан Аве-Лаллемант, посетив Рио, написал следующее: "Если бы я не знал, что Рио находится в Бразилии, я бы подумал, что это столица Африки, что я нахожусь в резиденции какого-то великого африканского принца, в которой кучки чисто белых поселенцев кажутся абсолютно неприметными. Здесь кругом одни негры."

## XX век
Ситуация несколько изменилась в начале XX века, когда в Рио-де-Жанейро поселились новые волны иммигрантов из стран Южной Европы, а также еврейские беженцы из Восточной Европы. В 1906 году одни только уроженцы Португалии составляли 16 % населения города. Активно смешиваясь с местным негритянским населением, они привели к дальнейшему росту цветного населения (парду). Во второй половине XX века, экономика Бразилия испытывала значительные трудности. Поток иммигрантов иссяк и большая часть роста Рио обеспечивалась за счёт внутренних мигрантов из других регионов Бразилии, в первую очередь безземельных цветных крестьян из Северо-Востока страны. Учитывая относительно молодой возраст самих мигрантов, значительная часть прироста Рио до сих пор происходит за счёт естественного и весьма значительного превышения числа рождений над числом смертей.

## Расовый состав
В настоящее время самоидентификация жителей мегаполиса по внешнему цвету кожи, включая всю агломерационную корону, распределяется следующим образом: белые 53,6% (6.207.702); цветные (парду) 33,6% (3.891.395); чёрные 12,3% (1.424.529); жёлтые и красные (азиаты и индейцы) 0,5% (57.908). Как показывают анализы ДНК, самоидентификация по цвету кожи (фенотип) кариок не совпадает с реальным генотипом.